# 弁護士法人Authense法律事務所
弁護士法人Authense法律事務所（おーせんすほうりつじむしょ、Authense Law Offices）は、東京都港区に所在する総合法律事務所。

## 概要
元榮太一郎によって2005年に設立。
「すべての依頼者に最良のサービスを」を事務所の理念とする。

## 業務分野
法律事務としてはM&A/企業再編、ベンチャー、労働法務等の企業法務に加え、不動産法務に注力している。また相続、離婚、交通事故等の一般民事事件や刑事事件も取り扱う。
書籍の執筆、監修やセミナーの業務も多数。

## 沿革
- 2005年1月 - 元榮太一郎弁護士が東京都目黒区青葉台3丁目で設立
- 2013年4月 - 弁護士法人化、弁護士法人法律事務所オーセンスに改称
- 2013年5月 - 神奈川県横浜市西区に横浜オフィス開設
- 2014年4月 - 東京都足立区千住に北千住オフィス開設
- 2016年9月 - 東京都新宿区西新宿に新宿オフィス開設
- 2017年9月 - 千葉県千葉市中央区に千葉オフィス開設
- 2018年4月 - 東京都中央区日本橋に東京オフィス開設
- 2019年9月 - 大阪府大阪市北区に大阪オフィス開設
- 2021年8月 - 東京都港区赤坂（東京ミッドタウン・タワー）にメインオフィス移転
- 2021年8月 - 弁護士法人Authense法律事務所に改称

## 所在地
- 六本木オフィス

東京都港区赤坂9丁目7-1 ミッドタウン・タワー22階
- 東京オフィス

東京都中央区日本橋2丁目2-2 マルヒロ日本橋ビル10階
- 新宿オフィス

東京都新宿区西新宿1丁目3-17 新宿第1アオイビル8階
- 横浜オフィス

神奈川県横浜市西区北幸1丁目11-20 相鉄KSビル6階
- 北千住オフィス

東京都足立区千住4丁目19-11 サーパスビルディング4階
- 千葉オフィス

千葉県千葉市中央区新町1-17 JPR千葉ビル11階
- 大阪オフィス

大阪府大阪市北区西天満2丁目6-8 堂島ビルヂング6階611号室